# RSC Lokomotiv Stadion
Das RSC Lokomotiv Stadion (russisch Республиканский спортивный комплекс «Локомотив»; ukrainisch Республіканський спортивний комплекс «Локомотив») ist ein Fußballstadion mit Leichtathletikanlage in der Stadt Simferopol auf der Krim. Es bietet Sitzplätze für 19.978 Zuschauer und dient dem Verein Tawrija Simferopol als Heimstätte.

## Geschichte
Das im Jahr 1967 eröffneten Stadion wurde 2006 renoviert und ist bis auf die VIP-Räume (40 Plätze) gänzlich unüberdacht. Die Ränge sind mit blauen Kunststoff-Sitzen ausgestattet. Es stehen 122 Plätze für die Journalisten bereit. In der Nordkurve ist eine elektronische Anzeigetafel aufgestellt. Die Laufbahn um das Spielfeld aus Naturrasen ist siebenspurig angelegt. Die Scheinwerfer der Flutlichtanlage mit 1.600 Lux thronen auf vier massiven Stahlmasten.
Das RSC Lokomotiv Stadion war eines von zwei ukrainischen Stadien in der die Fußballnationalmannschaft der UdSSR Spiele austrug. Das andere Stadion war das Olympiastadion in Kiew.
So fanden u. a. Qualifikationsspiele für die Fußball-Europameisterschaft 1988 und die Fußball-Weltmeisterschaft 1990 in Simferopol statt.
- 29. Oktober 1986:  Sowjetunion –  Norwegen 4:0 (Qualifikation für die EM 1988)
- 28. Oktober 1987:   Sowjetunion –  Island 2:0 (Qualifikation für die EM 1988)
- 15. November 1989:   Sowjetunion –  Türkei 2:0 (Qualifikation für die WM 1990)